# Richard Anthony Salisbury
Pour les articles homonymes, voir Salisbury.
Richard Anthony Salisbury est un botaniste britannique, né le 2 mai 1761 à Leeds et mort le 23 mars 1829.

## Biographie
Il est le fils de Richard Markham. Les raisons pour lesquelles Richard change son nom en Salisbury ne sont pas très claires. Il semblerait qu’il l’ait fait pour financer ses études et obtenir l'aide d’une certaine Mrs. Anna Salisbury.
Il se marie avec Caroline Staniforth en 1796, union de laquelle naît leur seul enfant, Eleanor, l’année suivante. Le couple se sépare peu après, Richard Salisbury ayant trompé Caroline sur l’état de ses finances au moment de contracter le mariage. Très endetté, il est arrêté pour malversations financières. En 1802, sa situation financière semble s’être améliorée, car il achète alors une maison.
Il s’oppose vigoureusement au système de classification de Carl von Linné (1707-1778).

## Liste partielle des publications
- Icones Stirpium rariorum, 1787.
- Prodromus Stirpium in horto ad Chapel Allerton, 1796.
- Dissertatio botanica de Erica, 1800.
- Genera of Plants, 1866, édité par John Edward Gray (1800-1875).

## Source
- Ressources relatives à la recherche :   - Biodiversity Heritage Library
  - Harvard University Herbaria & Libraries
  - International Plant Names Index
- Ressources relatives aux beaux-arts :   - British Museum
  - Te Papa Tongarewa
- Notices dans des dictionnaires ou encyclopédies généralistes :   - Deutsche Biographie
  - Oxford Dictionary of National Biography
- Notices d'autorité :   - VIAF
  - ISNI
  - IdRef
  - LCCN
  - GND
  - CiNii
  - Pays-Bas
  - Australie
  - WorldCat

- Adaptation de l'article de langue anglaise de Wikipédia

Salisb. est l’abréviation botanique standard de Richard Anthony Salisbury.
Consulter la liste des abréviations d'auteur en botanique ou la liste des plantes assignées à cet auteur par l'IPNI, la liste des champignons assignés par MycoBank, la liste des algues assignées par l'AlgaeBase et la liste des fossiles assignés à cet auteur par l'IFPNI.